# April 2014
Portal Geschichte | Portal Biografien | Aktuelle Ereignisse | Jahreskalender | Tagesartikel

◄ |
20. Jahrhundert |
21. Jahrhundert

◄ |
1980er |
1990er |
2000er |
2010er
| 2020er | 2030er | 2040er

◄ |
2010 |
2011 |
2012 |
2013 |
2014
| 2015 | 2016 | 2017 | 2018 | ►

◄ |
Januar 2014 |
Februar 2014 |
März 2014 |
April 2014 |
Mai 2014 |
Juni 2014 |
Juli 2014 |
►
Dieser Artikel behandelt tagesbezogene Nachrichten und Ereignisse im April 2014.

## Tagesgeschehen

### Dienstag, 1. April 2014

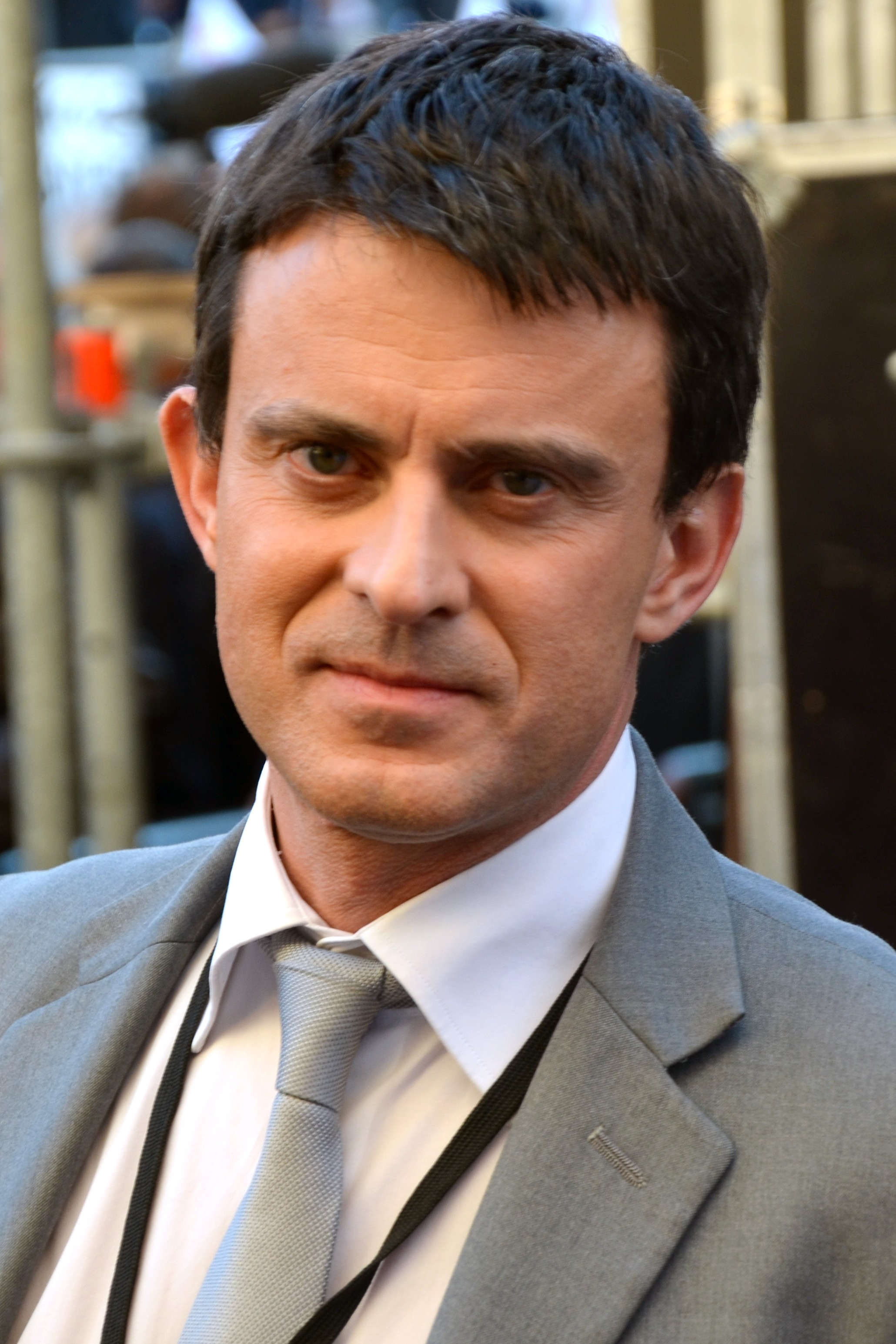
Manuel Valls

- Bangkok/Thailand: Bei der Explosion einer Fliegerbombe auf einem Schrottplatz sterben sieben Menschen und 19 weitere werden verletzt.[1]
- Berlin/Deutschland: Der Deutsche Richterbund stuft die strafbefreiende Selbstanzeige für Steuersünder als kritisch ein.[2]
- Brüssel/Belgien: Die Hohe Vertreterin der EU für Außen- und Sicherheitspolitik Catherine Ashton gibt den Beginn der EU-Militärmission EUFOR RCA in der Zentralafrikanischen Republik bekannt. Bis zu 1000 Soldaten sollen in der Überbrückungsmission besonders die Hauptstadt Bangui und den Flughafen sichern und humanitäre Hilfsmaßnahmen ermöglichen.[3]
- Hawaii/Vereinigte Staaten: Ein Seebeben der Stärke 8,0 Mw erschüttert den Boden des Pazifiks, woraufhin das United States Geological Survey für Chile, Ecuador und Peru eine Tsunami-Warnung herausgibt. Am selben Tag erschüttert ein Erdbeben der Stärke 5,8 Mw die chilenische Provinz Arica und kostet mindestens sechs Menschen das Leben.[4][5]
- Kiew/Ukraine: Die Ukraine klagt Russland wegen der völkerrechtswidrigen Annexion der Krim vor dem Internationalen Gerichtshof in Den Haag an.
- Lübeck/Deutschland: Die Entsorgungsbetriebe Lübeck führen nach Hamburg die Niederschlagswassergebühr ein.[6]
- Maiduguri/Nigeria: Bei zwei Anschlägen durch die Boko Haram sterben an einem Checkpoint im Borno State und einem Marktplatz in Maiduguri mindestens 21 Menschen.[7]
- Moncalieri/Italien: Bei einer Razzia im Februar 2014 stellt eine Task Force der Carabinieri gegen Kunstdiebstahl die beiden wertvollen Gemälde Fruits sur une table ou nature au petit chien von Paul Gauguin aus dem Jahr 1889 und La femme aux deux fauteuils von Pierre Bonnard sicher – beide Kunstwerke waren 1974 bei der Familie Mark-Kennedy in London gestohlen worden. Die Diebe hinterließen die Bilder in einem Zug zwischen Paris und Turin; später landeten diese im Fundbüro. Bei einer Fundbüroauktion 1975 sind die Bilder von einem Fiat-Arbeiter in Turin ersteigert worden. Der Fund ist erst jetzt bekanntgegeben worden.[8]
- Paris/Frankreich: Nach dem Rücktritt der französischen Regierung unter Jean-Marc Ayrault ernennt Präsident François Hollande den bisherigen Innenminister Manuel Valls zum Premierminister.[9]
- Sydney/Australien: Der Federal Court of Australia beschließt die Einführung des Geschlechtes des Neutrums. Das oberste Gericht entscheidet somit, dass Menschen nicht als männlich oder weiblich eingeordnet, sondern auch als Transgender leben dürfen.[10]

### Mittwoch, 2. April 2014
- Aden/Jemen: Bei einem Anschlag auf das Armeehauptquartier der 4. Division werden sechs Soldaten, zwei Zivilisten und drei Angreifer getötet.[11]
- Ankara/Türkei: Das türkische Verfassungsgericht wertet die am 20. März 2014 von Ministerpräsident Recep Tayyip Erdoğan angeordnete Sperre des Internet-Kurznachrichtendienstes Twitter in der Türkei als Verstoß gegen die Meinungsfreiheit.[12]
- Brüssel/Belgien: Der 4. EU-Afrika-Gipfel beginnt unter dem Motto „In Menschen, Wohlstand und Frieden investieren“. Die Europäische Union hat alle Staats- und Regierungschefs des afrikanischen Kontingents eingeladen.[13]
- Buenos Aires/Argentinien: Präsidentin Cristina Kirchner wirft der NATO vor, den Archipel Falkland als atomaren Militärstützpunkt im Südatlantik zu nutzen.[14]
- David/Panama: Ein Seebeben im Golf von Chiriqui löst in der Provinz Chiriquí ein Erdbeben der Stärke 5,8 aus. Das Beben war bis an die Grenze nach Costa Rica spürbar.[15]
- Kabul/Afghanistan: Bei einem Selbstmordattentat vor dem Eingangstor zum Innenministerium sterben mindestens sechs Polizisten.[16]
- Karlsruhe/Deutschland: Das Bundeskartellamt verhängt gegen die Bierbrauereiunternehmen Carlsberg, Radeberger Gruppe, Bolten-Brauerei, Erzquell Brauerei, Cölner Hofbräu Früh, Privatbrauerei Gaffel Becker & Co und den Verband Rheinisch-Westfälischer Brauereien e. V. sowie gegen sieben persönlich Verantwortliche Geldbußen wegen verbotener Preisabsprachen bei Bier in Höhe von insgesamt 231,2 Millionen Euro.[17]
- Killeen/Vereinigte Staaten: Bei einem Zwischenfall unter Soldaten sterben auf dem Militärstützpunkt Fort Hood mindestens vier Menschen; weitere 14 werden verletzt. Bereits 2009 starben bei einem Amoklauf auf dem Militärstützpunkt 13 Menschen.[18]
- São Paulo/Brasilien: Mit der Verurteilung von 15 Polizisten zu jeweils 48 Jahren Haft endet die juristische Aufarbeitung der blutigen Niederschlagung einer Gefangenenrevolte im Carandiru-Gefängnis von São Paulo, bei der im Oktober 1992 111 Häftlinge ums Leben kamen.[19]

### Donnerstag, 3. April 2014
- Berlin/Deutschland: Im Deutschen Bundestag stimmen 471 Abgeordnete für eine Entsendung von bis zu 20 Bundeswehrsoldaten für die europäische Ausbildungsmission EUTM Somalia. Es hat 118 Gegenstimmen und zwei Enthaltungen gegeben. Die Militärmission ist bis zum 31. März 2015 vorgesehen.[20]
- Berlin/Deutschland: Der Untersuchungsausschuss des Deutschen Bundestages zu den Überwachungs- und Spionagetätigkeiten der US-amerikanischen National Security Agency (NSA) nimmt unter dem Vorsitz von Clemens Binninger (CDU) seine Arbeit auf.[21]
- Kingston/Jamaika: Der Dancehall-Künstler Vybz Kartel wird zusammen mit drei weiteren Angeklagten (Shawn Campbell, Kahira Jones, Andre St. John) vom Supreme Court wegen Mordes an seinen ehemaligen Partner Clive „Lizzard“ Williams zu 35 Jahren Haft verurteilt.[22]
- Kourou/Französisch-Guayana: Start des Erdbeobachtungssatelliten Sentinel-1A im Rahmen des Copernicus-Programms der Europäischen Weltraumorganisation (ESA).[23]
- London/Vereinigtes Königreich: Die National Crime Agency verhaftet im Zusammenhang mit Ermittlungen im Fußball-Manipulationsskandal 13 Verdächtige im Alter von 17 bis 30 Jahren. Die Gruppe hatte vornehmlich Spieler aus unterklassigen Teams angeheuert, um Spiele zu verschieben.[24]
- Phnom Penh/Kambodscha: Nach der falschen Anwendung eines Insektizids in den Fabriken Shen Zhou und Daqian Textile, die für Puma und Adidas arbeiten, werden 200 Textilarbeiter verletzt.[25]
- Verden/Deutschland: Die Staatsanwaltschaft Verden bestätigt einen Bericht des Spiegels, wonach unbekannte Täter insgesamt 18 Millionen E-Mail-Adressen mit den zugehörigen Passwörtern gestohlen haben, die Fahnder auf einer Datenbank entdeckt hatten. Darunter sollen auch drei Millionen Nutzer aus Deutschland betroffen sein.[26]
- Washington, D.C./Vereinigte Staaten: Der Senat stimmt einer teilweisen Veröffentlichung von Geheimberichten über Foltermethoden des Geheimdienstes CIA zu.[27]
- Zégoua/Mali: In der Region Sikasso tritt bei drei Personen der Ebolavirus auf.[28]

### Freitag, 4. April 2014
- Bandakhil/Afghanistan: Bei einem Anschlag vor dem Gelände des Gouverneurs von Chost, Abdul Jabbar Naeemi, werden zwei Journalisten der Associated Press im Tanai-Distrikt Opfer eines Attentats. Die deutsche Fotografin Anja Niedringhaus wird dabei getötet, ihre Kollegin, die kanadische Journalistin Kathy Gannon, wird schwer verwundet.[29]
- Honiara/Salomonen: Eine Sturzflut der Flüsse Matanikau und Lungga in der Provinz Guadalcanal kostet mindestens 16 Menschen das Leben.[30]
- Klimaki/Griechenland: Ein Seebeben der Stärke 5,7 im Ägäischen Meer lässt die Insel Hydra mit einem Erdbeben der Stärke von 5,4 erschüttern.[31]
- New York/Vereinigte Staaten: Der Energiekonzern Anadarko Petroleum verständigt sich mit dem US-Justizministerium, vertreten durch den New Yorker Staatsanwalt Preet Bharara, auf die Zahlung von 5,15 Milliarden US-Dollar (3,75 Milliarden Euro) wegen Umweltverschmutzung der Tochtergesellschaft Kerr-McGee Corporation an 2700 verseuchten Standorten durch Uranbergbau. Rund 4,4 Milliarden US-Dollar der vereinbarten Zahlung sollen für die Dekontaminierung von verseuchten Böden ausgegeben werden.[32]
- Priština/Kosovo: Die NATO öffnet 15 Jahre nach dem Ende des Kosovo-Krieges den oberen Luftraum für zivile Flugzeuge.[33]

### Samstag, 5. April 2014
- Assuan/Ägypten: Bei einer Familienfehde zwischen einer verfeindeten nubischen Familie und dem Bani-Hilal-Clan sterben mindestens 23 Menschen.[34]
- Baños de Agua Santa/Ecuador: Der Vulkan Tungurahua spuckt eine 10 Meter hohe Asche- und Geröllwolke.[35]
- Buni Gari/Nigeria: Bei einem Angriff auf das Dorf Buni Gari in Yobe tötet Boko Haram mindestens 17 Einwohner, darunter mindestens 5 Gläubige beim Morgengebet in der Moschee des Dorfes.[36][37]
- Kabul/Afghanistan: Die Präsidentschaftswahl findet statt.
- Leinfelden-Echterdingen/Deutschland: 242 Gitarrenspieler stellen einen Indoor-Gitarren-Weltrekord auf und erhalten den Eintrag ins Guinness-Buch der Rekorde.[38]
- Macenta/Guinea: Ein wütender Mob erstürmt eine Isolierstation für Ebola-Viruskranke in der Präfektur Macenta.[39]
- Mailand/Italien: Im Auftrag des Tribunale di Milano beschlagnahmt die Guardia di Finanza wegen der Steuerhinterziehung von 3,7 Millionen Euro die Villa samt Reitstall der Rocksängerin Gianna Nannini in Siena. Von 2007 bis 2012 soll sie über zwei Gesellschaften in Irland und den Niederlanden Einnahmen aus Konzerten und Tonträgerverkäufen nicht versteuert haben.[40]

### Sonntag, 6. April 2014
- Bamako/Mali: Die erst seit September 2013 amtierende Regierung unter Ministerpräsident Oumar Tatam Ly tritt zurück. Staatspräsident Ibrahim Boubacar Keïta ernennt den bisherigen Minister für Stadtplanung, Moussa Mara, zum neuen Regierungschef.[41]
- Berlin/Deutschland: Mit Unterstützung der Sappho-Stiftung eröffnet auf dem Friedhof I der Georgen-Parochialgemeinde im Stadtbezirk Prenzlauer Berg der erste evangelische Friedhof für lesbische Frauen.[42]
- Budapest/Ungarn: Die Parlamentswahl in Ungarn gewinnt die Regierungspartei Fidesz – Ungarischer Bürgerbund von Viktor Orbán.[43]
- Damaskus/Syrien: Die libanesische Hisbollah erklärt den syrischen Bürgerkrieg zu Gunsten des Diktators Assad für entschieden.[44] Bei einem Attentat während einer Kranzniederlegung wird der Jesuiten-Priester Frans van der Lugt mit zwei Kopfschüssen hingerichtet.[45]
- Galkacyo/Somalia: Bei einem Attentat durch die Al-Shabaab auf dem Galkayo Airport im Bezirk Puntland sterben mindestens zwei Angestellte des United Nations Office on Drugs and Crime.[46]
- Hammonton/Vereinigte Staaten: Durch einen Waldbrand wird eine Fläche von rund 600 Hektar des Wharton State Forest im Bundesstaat New Jersey vernichtet.[47]
- Región de Los Ríos/Chile: Beim Brand eines Pflegeheims in der Stadt Paillaco sterben zehn Menschen.[48]
- San José/Costa Rica: Die Stichwahl zwischen Johnny Araya Monge (PLN) und Luis Guillermo Solís (PAC) um das Präsidentenamt gewinnt Solís.[49]
- Yar Galadima/Nigeria: Bei einem Angriff von Fulani-Nomaden auf eine Gemeindeversammlung im Bundesstaat Zamfara sterben mindestens 30 Menschen.[50]
- Dhaka/Bangladesch: Sri Lanka gewinnt die fünfte World Twenty20, indem es im Finale Indien mit 6 Wickets besiegt.

### Montag, 7. April 2014

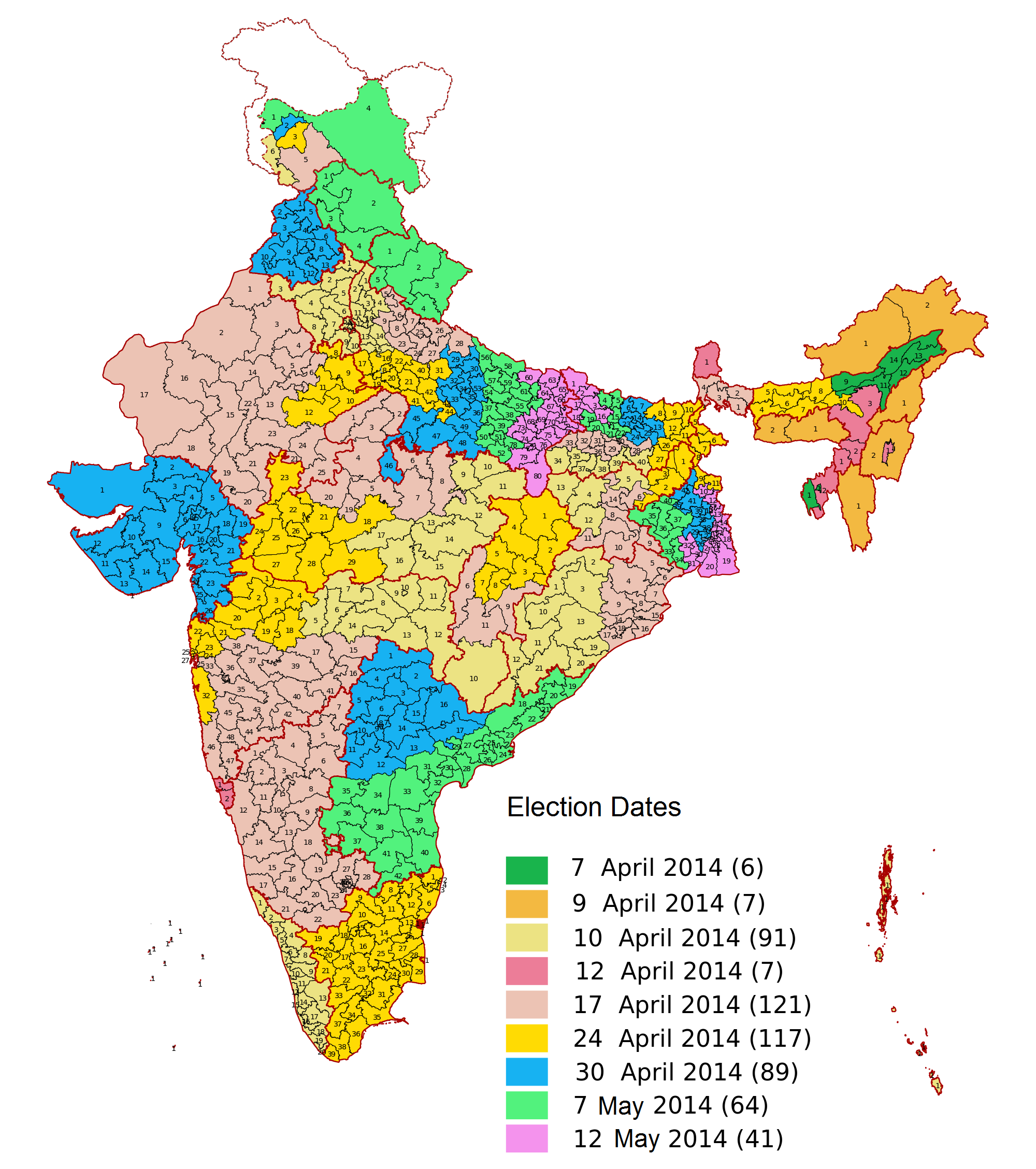
Wahltermine für die Parlamentswahl in Indien (7. April – 12. Mai)

- Chocolate City/Liberia: Beim Kentern einer Fähre auf dem Mesurado River sterben mindestens fünf Menschen.[51]
- Ciudad Río Bravo/Mexiko: Beim Bandenkrieg zwischen rivalisierenden Organisationen sterben in den Städten Ciudad Madero und Tampico mindestens 24 Menschen.[52]
- Den Haag/Niederlande: Der Sozialverein „Mütter von Srebrenica“, bestehend aus Hinterbliebenen des Völkermordes von Srebrenica, verklagen vor dem Hohen Rat der Niederlande den niederländischen Staat wegen der Ermordung ihrer Angehörigen im Bosnienkrieg.[53]
- Iquique/Chile: Ein Erdbeben der Stärke 6,1 erschüttert die Región de Tarapacá.[54]
- Neu-Delhi/Indien: Beginn der Parlamentswahl in Indien. Die Wahltermine sind auf insgesamt 9 Tage zwischen dem 7. April und dem 12. Mai verteilt.
- Neu-Delhi/Indien: Das indische Pharmaunternehmen Sun Pharmaceutical übernimmt für umgerechnet 2,9 Milliarden Euro den Konkurrenten Ranbaxy Laboratories und steigt damit mit Abstand zum größten Medikamentenhersteller Indiens und zum fünftgrößten Generika-Hersteller der Welt auf.[55]
- Nyanza/Ruanda: Zentrale Gedenkveranstaltung zum 20. Jahrestag des Völkermordes in Ruanda.[56]
- Paderborn/Deutschland: Der 39-jährige rechtsextreme Aktivist Thomas Richter alias Corelli wird in seiner Wohnung tot aufgefunden.[57]
- Québec/Kanada: Bei den Wahlen zur Nationalversammlung von Québec gewinnt die liberale PLQ unter Philippe Couillard, die gegen eine Sezession Québecs von Kanada ist. Sie erzielt 70 von 125 Sitzen. Die amtierende sozialdemokratische und für die Unabhängigkeit eintretende Parti Québécois (PQ) unter Pauline Marois erreicht nur 30 von 125 Sitzen. Marois gibt daraufhin ihren Rücktritt bekannt.[58]

### Dienstag, 8. April 2014
- Belém/Brasilien: Bei einem Brand in der Forensischen Psychiatrie Coaraci im Bundesstaat Pará sterben mindestens sechs Insassen, 27 Häftlinge werden verletzt.[59]
- Luxemburg/Luxemburg: Der Europäische Gerichtshof erklärt die Richtlinie 2006/24/EG über die Vorratsspeicherung von Daten mit der Charta der Grundrechte der Europäischen Union für nicht vereinbar. Die massenhafte Speicherung von Telefon- und Internetverbindungsdaten der Bürger ohne konkreten Anlass sei ein gravierender Eingriff in die Grundrechte der Bürger.[60]
- Redmond/Vereinigte Staaten: Microsoft verkündet die Einstellung des Supports und der Updatebereitstellung des Betriebssystems Windows XP und dessen Office-Pakets Office 2003.[61]
- Sibi/Pakistan: Bei einem Bombenanschlag auf den Jaffar Express von Quetta nach Rawalpindi sterben im Sibi Distrikt der Provinz Baluchistan mindestens dreizehn Menschen, 40 weitere Passagiere werden verletzt.[62]
- Virginia/Vereinigte Staaten: Die Filmproduktionsfirmen Twentieth Century Fox, Walt Disney Company, Paramount Pictures, Universal Pictures, Columbia Pictures und Warner Bros. verklagen Megaupload und dessen ehemaligen Geschäftsführer Kim Dotcom wegen Urheberrechtsverletzung vor dem Eastern District Court of Virginia.[63]

### Mittwoch, 9. April 2014
- Augsburg/Deutschland: Die Staatsanwaltschaft Augsburg hebt die Beschlagnahme der Bildersammlung von Cornelius Gurlitt auf.[64]
- Bagdad/Irak: Bei einer Anschlagsserie auf Schiiten sterben im Bezirk Al-Amin von Sadr City fünf Menschen und 13 werden verletzt. Zudem explodiert in Numaniyah eine Autobombe, wobei 16 Menschen ums Leben kommen und 21 weitere verletzt werden.[65]
- Dekoa/Zentralafrika: Bei einer Anschlagsserie der Terrororganisation Anti-Balaka auf die christliche Minderheit in der Präfektur Kémo sterben 30 Menschen.[66]
- Jakarta/Indonesien: In Indonesien finden Parlamentswahlen statt.
- Lawrence County/Vereinigte Staaten: Der verurteilte Mörder José Manuel Martínez gesteht vor dem Lawrence County District Court in Arkansas mehr als 40 Morde im Auftrag für ein Drogenkartell an der Grenze zwischen Mexiko und den USA in den Bundesstaaten Alabama und Arizona.[67]
- Murrysville/Vereinigte Staaten: Bei einem Amoklauf mit einem Messer an der Franklin Regional Senior High School werden im Großraum Pittsburgh (Pennsylvania) mindestens 20 Menschen schwer verwundet.[68]
- Oceanside/Vereinigte Staaten: Die US-Marine stellt die neuesten umweltfreundlichen Verbesserungen bezüglich des Treibstoffverbrauchs ihrer Schiffe und für Solarladegeräte vor. Zudem gelingt erstmals das Umwandeln von Meerwasser in Treibstoff durch ein komplexes chemisches Verfahren.[69]
- Potsdam/Deutschland: Das Amtsgericht erklärt die RedTube-Abmahnungen für illegal.[70]

### Donnerstag, 10. April 2014
- Athen/Griechenland: Bei der Explosion einer Autobombe wird die Fassade der Zentralbank leicht beschädigt.[71]
- Bayreuth/Deutschland: Vor dem Landgericht Bayreuth beginnt die Wiederaufnahme des Verfahrens im Fall Peggy Knobloch.
- Cairns/Australien: Der Kategorie-5-Zyklon Ita erreicht das australische Festland im Bundesstaat Queensland.[72]
- Dhobley/Somalia: Die beiden Entwicklungshelfer Daniel Njuguna und James Kiarie kommen nach 3 Jahren in Gefangenschaft nach einem Kidnapping durch die Al-Shabaab frei.[73]
- Larreynaga/Nicaragua: Ein Erdbeben der Stärke 6,1 erschüttert die Region León.[74]
- Houston/Vereinigte Staaten: Die Raumfahrtbehörde NASA billigt den Bau eines Raumschiffes für die OSIRIS-REx-Mission mit Probenahme auf dem Asteroiden „Bennu“.[75]
- Dungannon/Nordirland: Der Haftbefehl gegen Seamus Daly wegen 29-fachen Mordes bei dem Bombenanschlag in Omagh wird vom Magistrate Court in Dungannon bestätigt.[76]
- Orland/Vereinigte Staaten: Beim Zusammenstoß eines Sattelzugs und eines mit Schülern besetzten Busses auf der Interstate 5 sterben zehn Menschen, über 30 weitere werden verletzt.[77]
- Straßburg/Frankreich: Als Reaktion auf die völkerrechtswidrige Annexion der Krim durch Russland  hat die Parlamentarische Versammlung des Europarates den 18 Vertretern Russlands vorläufig bis Januar 2015 das Stimmrecht entzogen. 145 Abgeordnete stimmten dafür, 21 dagegen und es gab 22 Enthaltungen.[78]
- Sukhumvit/Thailand: Bei einem Unfall eines mit Wanderarbeitern aus Kambodscha besetzten Kleinbusses sterben 9 Menschen in der Provinz Chanthaburi, 14 weitere werden verletzt.[79]
- Washington, D.C./Vereinigte Staaten: Die Regulierungsbehörde Federal Trade Commission (FTC) bestätigt die Übernahme der Chatplattform WhatsApp durch Facebook.[80]

### Freitag, 11. April 2014
- Arawa/Papua-Neuguinea: Ein Seebeben der Stärke 7,1 erschüttert die Salomonensee und lässt die Insel Bougainville mit 6,7 beben.[81]
- Berlin/Deutschland: Myanmars Oppositionsführerin und Friedensnobelpreisträgerin Aung San Suu Kyi erläutert im Deutschen Bundestag die politische Lage ihres Landes. Mehrere Organisationen und Medien kritisieren ihre Haltung zur verfolgten muslimischen Minderheit der Rohingya in Rakhine.[82][83]
- Nueva Guinea/Nicaragua: Ein Erdbeben der Stärke 6,6 erschüttert Nicaragua, El Salvador und Costa Rica; mindestens eine Person kommt dabei ums Leben.[84]
- Paris/Frankreich: Die Europäische Weltraumorganisation (ESA) erteilt dem Flugzeughersteller Airbus den Auftrag, die MetOp Wettersatelliten zu bauen.[85]
- Rom/Italien: Das Italienische Verfassungsgericht erlaubt die künstliche Befruchtung durch die Samenspende eines Dritten. Bisher war in Italien nur die künstliche Befruchtung durch die Samenspende des Ehepartners erlaubt.[86]
- Vatikanstaat: Papst Franziskus bittet zum ersten Mal öffentlich um Vergebung für die Fälle sexuellen Missbrauchs in der römisch-katholischen Kirche.[87]
- Washington, D.C./Vereinigte Staaten: Gesundheitsministerin Kathleen Sebelius erklärt ihren Rücktritt. Präsident Barack Obama nominiert die Direktorin der Behörde für Verwaltung und Haushalt, Sylvia Mathews Burwell, für den vakanten Posten.[88]

### Samstag, 12. April 2014
- Oblast Donezk/Ukraine: Schwer bewaffnete unbekannte Aktivisten in Militäruniformen stürmen das Polizeikommissariat in Slowjansk und halten es besetzt. Sie fordern die Angliederung an Russland. Auch in der Stadt Donezk kontrollieren rund 200 prorussische und mit Knüppeln bewaffnete Demonstranten das Hauptquartier der Polizei und den lokalen Sitz des Sicherheitsdienstes SBU. In Krasnyj Lyman kommt es zu Schusswechseln zwischen unbekannten prorussischen Kräften, die mit AK-101-Sturmgewehren bewaffnet sind, und den Sicherheitskräften. In Kramatorsk wird ein Verwaltungsgebäude angegriffen. Übergangspräsident Oleksandr Turtschynow hat wegen der Zusammenstöße den Nationalen Sicherheits- und Verteidigungsrat (RNBO) einberufen.[89]

### Sonntag, 13. April 2014
- Bama/Nigeria: Islamistische Terroristen der Boko Haram töten im Dorf Amchaka im Nordosten des Bundesstaates Borno mindestens 60 Menschen. Die Terroristen sind mit Geländewagen, Motorrädern und zwei gepanzerten Fahrzeugen in die Dörfer gefahren, warfen Sprengsätze in die Häuser und schossen dann auf die fliehenden Bewohner. Zudem zerstörten sie den einzigen Trinkwasserbrunnen des Dorfes.[90]
- Bissau/Guinea-Bissau: Präsidentschafts- und Parlamentswahlen 2014
- Juan Rodríguez Clara/Mexiko: 36 Menschen kommen ums Leben und vier weitere werden verletzt, als ein Fernbus nahe der Ortschaft Juan Rodriguez Clara in der Region Papaloapan im Bundesstaat Veracruz auf einen geparkten Sattelzug prallt und in Brand gerät.[91]
- Köln/Deutschland: Nach Berichten der Nachrichtenagentur AFP und des Magazins Der Spiegel erfolgte auf Computern des Deutschen Zentrums für Luft- und Raumfahrt (DLR) ein Spähangriff mit Trojanern eines mutmaßlich asiatischen Geheimdienstes. Das DLR habe hierzu das Nationale Cyber-Abwehrzentrum (NCAZ) eingeschaltet.[92][93]
- Mosul/Irak: Bei einem Autobombenanschlag auf eine irakisch-kurdische Militärpatrouille werden neun Soldaten getötet und bei Schusswechseln im Osten der Stadt sterben weitere 10 Menschen und 12 werden verletzt.[94]
- Skopje/Mazedonien: Die Präsidentschaftswahl in Mazedonien 2014 findet statt.[95]
- Slowjansk/Ukraine: Bei einem Antiterror-Einsatz von Sicherheitskräften gegen die von schwerbewaffneten prorussischen Separatisten besetzten Einrichtungen wurden nach Angaben von Innenminister Arsen Awakow mehrere Personen getötet. Nach ukrainischen Angaben sind 20 Maschinengewehre und 400 Makarow-Gewehre in der Polizeiwache in Slowjansk nahe Donezk von Separatisten erbeutet worden.[96]
- Tripolis/Libyen: Der seit dem 11. März 2014 als Übergangsministerpräsident amtierende Abdullah Thenni erklärt seinen Rücktritt, weil er und seine Familie am Tag zuvor Opfer eines „verräterischen bewaffneten Angriffs“ von Milizen geworden sei.[97]
- Ukraine: Das Rathaus der zweitgrößten ukrainischen Stadt Charkiw im Nordosten des Landes wird von prorussischen Gruppen gestürmt. Auch in Saporischschja und Jenakijewe werden Zusammenstöße zwischen ukrainischen und prorussischen Gruppen gemeldet. In mehreren Städten in den Oblasten Charkiw, Donezk und Luhansk werden Polizei- und Verwaltungsgebäude von prorussischen, teils schwer bewaffneten Gruppen in Militäruniformen besetzt und Barrikaden und Straßensperren errichtet. Die USA sehen in der erneuten Eskalation eine „konzertierte Kampagne“ pro-russischer Separatisten mit Unterstützung aus Russland und ein ähnliches Vorgehen wie in der Annexion der Krim durch Russland.[98]
- Valparaíso/Chile: Ein tags zuvor am Rand der Hafenstadt ausgebrochener Großbrand zerstört dort rund 2000 Gebäude; mindestens 12 Menschen kommen dabei ums Leben. Bürgermeister Jorge Castro Muñoz erklärt, dass es in zwölf Stadtteilen brennt und viele Einwohner durch die Asche unter Atemproblemen leiden. Über die Stadt wurde der Notstand ausgerufen.[99][100]

### Montag, 14. April 2014
- Abuja/Nigeria: Bei zwei schweren Bombenexplosionen auf dem belebten Busbahnhof im Stadtteil Nyanyan werden mindestens 71 Menschen getötet und mehr als 45 Fahrzeuge zerstört.[101]
- Chalhuahuacho/Peru: Der Schweizer Rohstoffkonzern Glencore Xstrata verkauft die Kupfermine Las Bambas im Distrikt Chalhuahuacho, Provinz Cotabambas in der Region Apurímac, für 5,85 Milliarden US-Dollar (umgerechnet 4,22 Milliarden Euro) an ein chinesisches Konsortium, dessen Mehrheit mit 62,5 % die australische Minerals and Metals Group (MMG) hält, ein Tochterunternehmen der staatseigenen China Minmetals. 22,5 % hält die Guoxin International Investment und 15,0 % die CITIC Metal.[102][103]
- Hamburg/Deutschland: Der 4. Senat des Finanzgerichts Hamburg urteilt in einem Eilverfahren zugunsten der Klage von fünf Kernkraftwerksbetreibern bis zur Entscheidung vor dem Bundesverfassungsgericht, wonach die Kernbrennstoffsteuer für die AKWs in Brokdorf, Emsland, Grafenrheinfeld, Grohnde und Isar II nicht entrichten werden muss und bereits gezahlte Steuern zurückerstattet werden (Az. 4 V 154/13). Der Energiekonzern E.ON kann mit Rückzahlungen des Bundes in Höhe von 1,7 Milliarden Euro rechnen. Eine Beschwerde zum Urteil ist vor dem Bundesfinanzhof aber zulässig.[104]

### Dienstag, 15. April 2014
- Chibok/Nigeria: Islamistische Kämpfer der Boko Haram entführen in der Nacht vom 14. auf den 15. April im Nordosten des Bundesstaates Borno 273 Mädchen aus einer Schule und laden sie auf vier Lastwagen.[105][106]
- Neu-Delhi/Indien: Das Oberste Gericht Indiens erkennt in einem Urteil neben Frauen und Männern auch ein drittes Geschlecht an. Danach können die Bürger in offiziellen Dokumenten sich als Transgender eintragen lassen.[107]
- Straßburg/Frankreich: Das Europäische Parlament beschließt für alle EU-Bürger – auch ohne festen Wohnsitz – einen gesetzlichen Anspruch auf ein Basis-Girokonto, damit allen Bürgern die vollständige Teilnahme am wirtschaftlichen und sozialen Leben einer modernen Gesellschaft möglich ist, erklärt der Kommissar für Binnenmarkt und Dienstleistungen Michel Barnier. Die EU-Mitgliedstaaten haben 24 Monate Zeit, diese Regelung zu verabschieden und in nationales Recht umzusetzen. In der EU haben nach Angaben der EU-Kommission bislang 58 Millionen Menschen kein Konto.[108][109]
- Straßburg/Frankreich: Das Europäische Parlament verabschiedet drei entscheidende Gesetzestexte für die Vollendung der Europäischen Bankenunion. Innerhalb von acht Jahren soll in der Eurozone ein von den Banken finanzierter einheitlicher Abwicklungsfonds (Single Resolution Fund) von rund 55 Milliarden Euro zukünftig die Auflösung von insolventen Banken beschleunigen, wobei die Verluste vorrangig von Aktionären und Anleihengläubigern getragen werden. Zudem erfolgt eine Änderung der Richtlinie zum Einlagensicherungssystem, wonach eingezahlte Beträge bis zu 100.000 Euro in allen EU-Staaten durch nationale Garantien geschützt werden müssen.[110]

### Mittwoch, 16. April 2014
- Hamburg/Deutschland: Das deutsche Transport- und Logistikunternehmen Hapag-Lloyd gibt die Fusion mit der chilenischen Reederei Compañía Sud Americana de Vapores (CSAV) bekannt. Zusammen wäre es das viertgrößte Unternehmen in der Branche mit mehr als 200 Schiffen und einem Jahresumsatz von rund 8,7 Milliarden Euro. Der Hauptsitz des Unternehmens soll in Hamburg bleiben.[111]
- Incheon/Südkorea: Das RoRo-Fährschiff Sewol der Reederei Chonghaejin Marine Co. (CMC) kentert mit 476 Menschen an Bord, darunter rund 325 Schüler mit ihren Lehrern, während der Fahrt von Incheon nach Jejudo auf Höhe der Jindo-Insel. Rund 180 Menschen konnten gerettet werden, über 290 werden noch vermisst. Rund 150 Fahrzeuge befanden sich zudem auf dem Fährschiff.[112]
- Koblenz/Deutschland: Die Erste Wirtschaftsstrafkammer des Landgerichts Koblenz verurteilt den ehemaligen Finanzminister von Rheinland-Pfalz, Ingolf Deubel (SPD), zu einer Haftstrafe von drei Jahren und sechs Monaten wegen Untreue in 14 Fällen und uneidlicher Falschaussage vor dem Untersuchungsausschuss im Mainzer Landtag zur Nürburgring-2009-Affäre.[113]
- Slowjansk/Ukraine: In der ostukrainischen Stadt fahren aus Kramatorsk kommend mindestens sechs Luftlandepanzer vom Typ BMD-1 und weitere Fahrzeuge mit russischer Flagge und der Flagge der ausgerufenen Volksrepublik Donezk. Dabei handelt es sich offenbar um prorussische Separatisten. Diese beziehen weiterhin Stellung vor dem Rathaus. Die Regierung der Ukraine verliert zunehmend die Kontrolle in der Oblast Donezk.[114]
- Tiraspol/Moldawien: Das Parlament der 1992 durch Sezession aus dem Transnistrien-Konflikt hervorgegangene Pridnestrowische Moldauische Republik fordert zeitgleich während des Russisch-Ukrainischen Kriegs von Russland und den Vereinten Nationen die Anerkennung ihrer Unabhängigkeit.[115] Während der Annexion der Krim durch Russland  meldete RIA Novosti am 18. März 2014, dass die Regierung in Transnistrien einen Beitrittsantrag zur Russischen Föderation gestellt hat.[116][117]

### Donnerstag, 17. April 2014
- Algier/Algerien: Die Präsidentschaftswahl in Algerien findet statt. Der seit 1999 amtierende Präsident Abdelaziz Bouteflika gewinnt erneut die Wahlen mit 81,53 Prozent der Stimmen vor seinem Herausforderer Ali Benflis mit 12,18 Prozent der Stimmen.
- Genf/Schweiz: Im Hotel InterContinental Geneve treffen sich die Außenminister der USA (John Kerry), Russlands (Sergei Lawrow), der Ukraine (Andrij Deschtschyzja) und die EU-Außenbeauftragte Catherine Ashton zu Gesprächen zur Lösung der Krise in der Ukraine.[118]
- Mariupol/Ukraine: Während der Krise in der Ukraine greifen bewaffnete prorussische Separatisten einen Stützpunkt der ukrainischen Nationalgarde in Mariupol an. Dabei werden mindestens drei Menschen getötet und 13 verletzt.[119]

### Freitag, 18. April 2014
- Ankara/Türkei: Die Große Nationalversammlung der Türkei verabschiedet ein von der Regierungspartei AKP eingebrachtes Gesetz, das dem Nachrichtendienst Millî İstihbarat Teşkilâtı (MIT) mehr Befugnisse zur Überwachung und für konspirative Einsätze im In- und Ausland gibt. Dies auch künftig ohne eine gerichtliche Genehmigung. Alle öffentlichen Institutionen und Banken müssten dem Dienst auf Antrag Daten zugänglich machen. Die oppositionelle Republikanische Volkspartei (CHP) kündigte an vor dem Verfassungsgericht klagen zu wollen.[120]
- Mount Everest/Nepal: Auf dem Weg zum Basislager 1 werden mindestens 12 Sherpas auf 5800 Metern Höhe durch eine Lawine getötet. Vier Bergsteiger werden noch vermisst. Sieben konnten gerettet werden.[121]
- Salvador da Bahia/Brasilien: Ein seit dem 15. April 2014 laufender Streik der Polizei führt zu erhöhter Kriminalität in dem künftigen Austragungsort der Fußball-WM 2014. Es werden Geschäfte und Banken geplündert. Bei schweren Auseinandersetzungen werden 39 Menschen getötet, darunter auch zwei Polizeibeamte. Die Regierung beorderte rund 6000 Soldaten und Staatspolizisten zur Wiederherstellung der Sicherheit in die Stadt.[122]

### Samstag, 19. April 2014
- al-Baidā'/Jemen: Bei einem US-amerikanischen Luftangriff mit einer bewaffneten Drohne auf ein Fahrzeug im Distrikt As Sawma'ah sterben neun mutmaßliche Kämpfer der Al-Qaida auf der Arabischen Halbinsel und sechs Zivilisten.[123][124]
- Bor/Südsudan: Bei einem Angriff auf den Stützpunkt der Mission der Vereinten Nationen in Südsudan (UNMISS) zum Schutz von rund 5000 Flüchtlingen sterben 58 Menschen und über 100 werden verletzt. Viele der Opfer gehören der Ethnie der Nuer an. Blauhelmsoldaten erwiderten das Feuer.[125][126]
- Şanlıurfa/Türkei: Eine unbekannte Gruppe übergibt den türkischen Soldaten im Grenzort zu Syrien vier im syrischen Bürgerkrieg verschleppte französische Journalisten. Der Radioreporter Didier François und der Fotograf Edouard Elias waren am 6. Juni 2013 nördlich von Aleppo entführt worden. Der Journalist Nicolas Hénin und der Fotograf Pierre Torrès wurden Ende Juni 2013 nahe ar-Raqqa verschleppt. Sie sollen sich in Gewahrsam von Kämpfern der dschihadistisch-salafistischen ISIL befunden haben. Für deren Freilassung soll ein Lösegeld gezahlt worden sein.[127]
- Warrap/Südsudan: Bei einem bewaffneten Überfall auf ein Lager von Viehzüchtern werden 28 Menschen getötet und bei der anschließenden Verfolgung der Täter durch das Militär werden nach Regierungsangaben 85 von ihnen getötet.[128]

### Sonntag, 20. April 2014
- Abyan/Jemen: Im Distrikt Al Mahfad werden bei einer Offensive der jemenitischen Armee in Kooperation mit den USA, die Luftangriffe mit bewaffneten Drohnen durchführt, insgesamt 55 mutmaßliche Mitglieder der al-Qaida im Jemen getötet. Auch jemenitische Kampfflugzeuge vom Typ MiG-29SMT werden hierzu eingesetzt.[129][130]
- Ramadi/Irak: Bei einer Offensive der irakischen Armee gegen sunnitische Aufständische der ISIS werden in der Ortschaft al-Hamira, südlich von Ramadi, 23 Menschen getötet, darunter zwei Soldaten. Bei einem Selbstmordanschlag auf einen Armeestützpunkt in Mishahada, nördlich von Bagdad, kommen vier Soldaten ums Leben. Auch weitere Anschläge in anderen Landesteilen werden 10 Tage vor den Parlamentswahlen gemeldet.[131]

### Montag, 21. April 2014
- Moskau/Russland: Präsident Wladimir Putin unterzeichnet das Dekret Nr. 268, das die Deportation der Krimtataren, Krimdeutschen und der Armenier, Bulgaren und Griechen von der Halbinsel Krim während des Zweiten Weltkriegs in der Sowjetunion als „rechtswidrig“ bezeichnet. Mit dem Dekret hoffen die Minderheiten auf Entschädigungszahlungen.[132][133][134] Bereits 1967 wurden in der Ukrainischen SSR die Krimtataren rehabilitiert und konnten auf die Krim zurückkehren.
- Bern/Schweiz: Der FC Zürich gewinnt im Stade de Suisse das Final um den Schweizer Cup im Fußball mit 2:0 nach Verlängerung gegen den FC Basel.

### Dienstag, 22. April 2014
- Kalonga/DR Kongo: Bei einem Zugunglück der Congo Railway Company sterben beim Entgleisen des Zuges an der Katongola Bridge mindestens 74 Personen.[135] Ein etwa einjähriges Kleinkind, das in den Armen seiner toten Mutter lag, sowie ein junger Mann unter Schock sind 5 Tage nach dem Unglück bei Rettungsarbeiten entdeckt worden.[136]
- Moskau/Russland: Der russische Außenminister Sergei Wiktorowitsch Lawrow droht mit einem militärischen Einmarsch in den Osten der Ukraine.[137]

### Freitag, 25. April 2014
- Kramatorsk/Ukraine: Eine prorussische Bürgerwehr hat auf dem Flugplatz von Kramatorsk einen Transporthubschrauber vom Typ Mil Mi-8 zerstört. Der Pilot wurde verletzt.[138]
- New York City/Vereinigte Staaten: Die Ratingagentur Standard & Poor’s setzt die Kreditwürdigkeit (Bonität) Russlands auf die Stufe BBB- und Fitch Ratings bei Spanien auf die Stufe BBB+.[139][140]

### Samstag, 26. April 2014
- Bagdad/Irak: Während einer Wahlkampfkundgebung des schiitischen Sadiqun-Blocks kommen bei Autobombenanschlägen und Anschlägen durch Selbstmordattentäter der ISIL mindestens 31 Menschen ums Leben.[141]
- Bulanbuli/Nigeria: Bei einer Offensive der nigerianischen Armee gegen die Boko Haram nahe der Ortschaft Bulanbuli im Bundesstaat Borno werden mehr als 44 Personen getötet, darunter vier Soldaten.[142]
- Devizes/England: Die Versteigerung eines Briefes eines der Opfer vom Untergang der Titanic bringt bei einer Auktion des Auktionshauses Henry Aldridge & Son rund 145.000 Euro Erlös.[143]
- Kikwit/Demokratische Republik Kongo: Bei einer Massenpanik während der Gedenkveranstaltung des Musikers King Kester Emeneya, sterben mindestens 21 Menschen.[144]
- Riad/Saudi-Arabien: Durch das gefährliche Mers-Virus sterben in Riad, Dschidda und Mekka, sieben Menschen.[145]
- Slowjansk/Ukraine: Der selbsternannte Bürgermeister und Anführer der prorussischen Volksmiliz Wjatscheslaw Ponomarew lehnt eine Entwaffnung und Übergabe der Kontrolle über die Stadt Slowjansk erneut ab. Bei Slowjansk werden 13 Militärbeobachter der Organisation für Sicherheit und Zusammenarbeit in Europa (OSZE) von prorussischen Milizen als Kriegsgefangene in Gewahrsam genommen, darunter befinden sich auch vier Deutsche des Zentrums für Verifikationsaufgaben der Bundeswehr.[146]
- Wien/Österreich: Romyverleihung 2014

### Sonntag, 27. April 2014

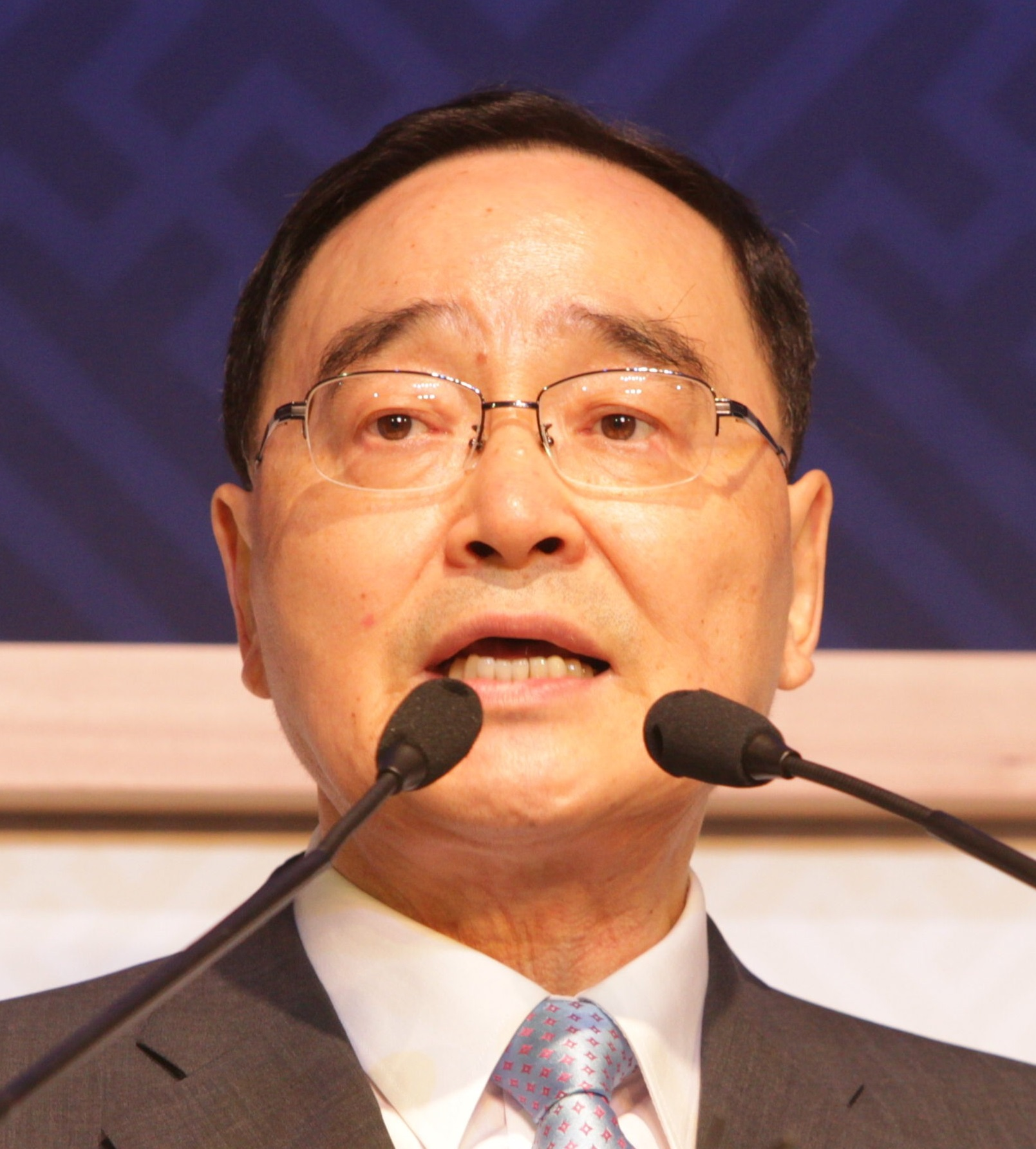
Jung Hong-won

- Malé/Malediven: Die Malediven führen die Scharia in ihrem Strafrecht ein.[147]
- Quapaw/Vereinigte Staaten: Bei zwei Tornados in Pulaski County in Arkansas und Ottawa County, Oklahoma sterben mindestens 16 Personen.[148]
- Seoul/Südkorea: Aufgrund der Kritik am Krisenmanagement nach dem Untergang der Fähre Sewol hat der südkoreanische Premierminister Jung Hong-won seinen Rücktritt mitgeteilt. Präsidentin Park Geun-hye nahm den Rücktritt an. Chung soll allerdings im Amt bleiben, bis die Bergung der Sewol beendet ist.[149]
- Skopje/Mazedonien: Die Parlamentswahl in Mazedonien 2014 und die zweite Runde der Präsidentschaftswahl findet statt.[150]
- Vatikanstadt: Die Päpste Johannes XXIII. und Johannes Paul II. werden heiliggesprochen.[151]

### Montag, 28. April 2014
- Ankara/Türkei: Bei einem Staatsbesuch von Bundespräsident Joachim Gauck in der Türkei kritisiert dieser in einer Rede vor der Technischen Universität des Nahen Ostens (ODTÜ) die Einschränkung der Meinungs- und Pressefreiheit und sieht eine Gefahr für die Unabhängigkeit der Justiz. Am Tag darauf erwidert Ministerpräsident Recep Tayyip Erdoğan, Gauck habe sich in die inneren Angelegenheiten der Türkei eingemischt.[152][153]
- Crawley/England: Das Restaurant Magazine kürt das dänische Zwei-Sterne-Restaurant „Noma“ zum besten Restaurant der Welt.[154]
- Eunápolis/Brasilien. Bei einer Revolte zwischen 350 Insassen des Gefängnisses Conjunto Penal de Eunápolis im Bundesstaat Bahia, sterben mindestens sechs Häftlinge.[155]
- Juan Dolio/Dominikanische Republik: Die Policía Nacional Dominicana verhaftet nach dreijähriger Flucht den Mafioso und ranghohes Mitglied der ’Ndrangheta Nicola Pignatelli. Ihm wird Verstrickung in Drogenhandel, Menschenhandel und Prostitution vorgeworfen.[156]

### Dienstag, 29. April 2014
- Emmerthal/Deutschland: Bei der jährlichen Revision des Atomkraftwerks Grohnde entdecken Techniker mehrere Schäden am Hauptgenerator. Das AKW bleibt daher mehrere Monate abgeschaltet.[157]
- Reynosa/Mexiko: Bei Gefechten zwischen einem Drogenkartell und Sicherheitskräften aus Polizei und Armee sterben im Bundesstaat Tamaulipas mindestens 14 Menschen.[158]
- Sarajevo/Bosnien und Herzegowina: Die Hauptstadt um Bürgermeister Ivo Komšić ernennt den Formel 1 Rekordweltmeister Michael Schumacher für seine „außerordentliche Verdienste“ für die Kinderopfer des Kriegs in Jugoslawien in den 1990er Jahren zum Ehrenbürger.[159]
- Tripolis/Libyen: Unbekannte bewaffnete Angreifer stürmen den libyschen Allgemeinen Nationalkongress und verhindern die geplante Wahl eines neuen Ministerpräsidenten.[160]
- Wien/Österreich: Die Unternehmen Gazprom und OMV unterzeichnen einen Absichtsvertrag zum Bau der Erdgaspipeline South Stream.[161]

### Mittwoch, 30. April 2014
- Bagdad/Irak: Wahl zum Repräsentantenrat des Irak (Parlament)
- Killyleagh/Nordirland: Der Politiker und Kopf der nationalistischen Sinn-Fein-Partei Gerry Adams wird wegen der Verstrickung in einen Mordfall in den 70er Jahren verhaftet.[162]
- Ürümqi/China: Bei einem Anschlag auf den Bahnhof „South Station“ werden mindestens vier Menschen getötet und 79 weitere verletzt. Die Attentäter einer radikalen Organisation der einheimischen muslimischen Uiguren lassen zunächst eine Autobombe detonieren und stechen anschließend auf die flüchtenden Personen ein. Kurz zuvor erreichte ein Zug aus Chengdu in Südwestchina den Bahnhof.[163]

## Weblinks

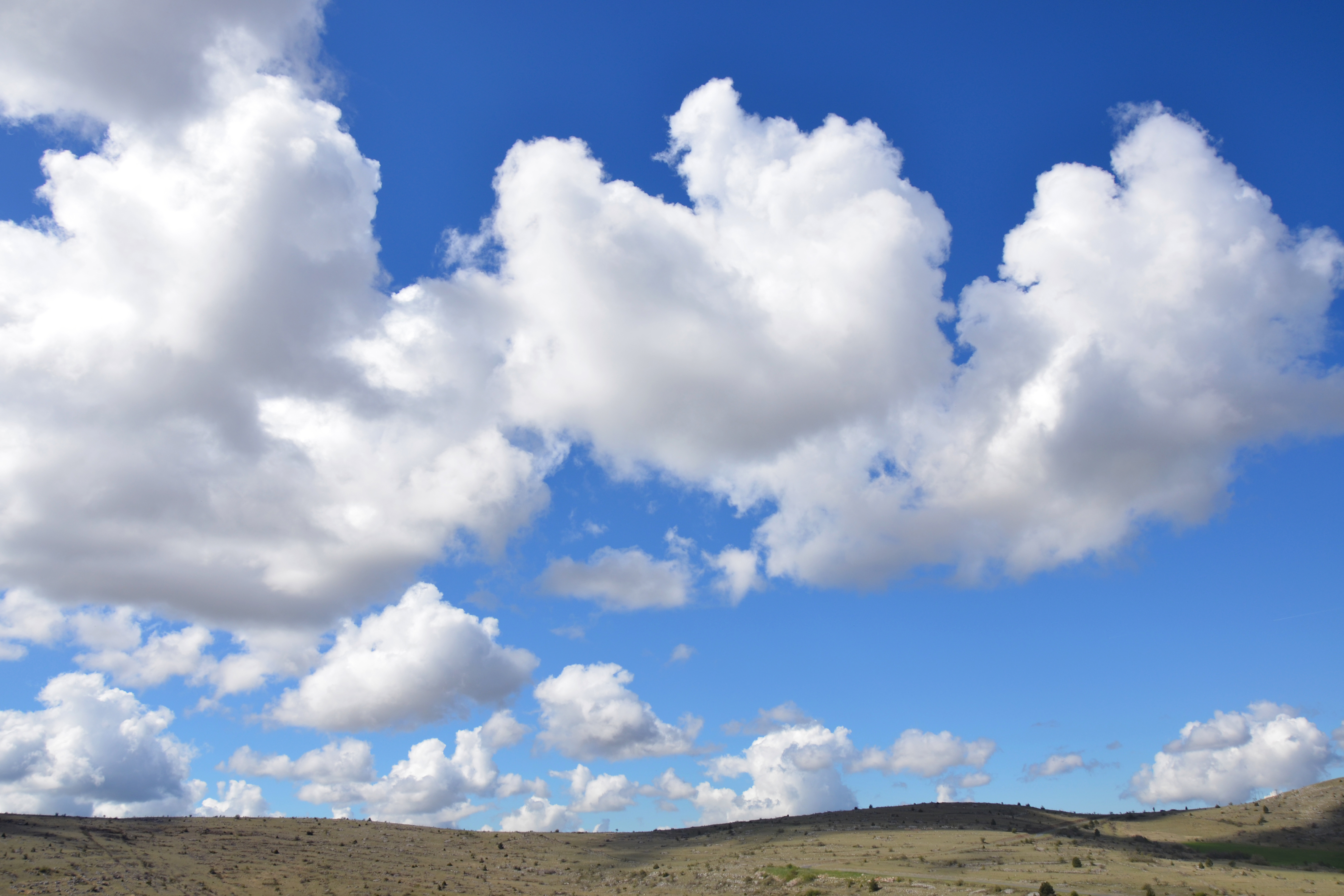
Frankreich im April 2014